# Johan Meimer
Johan Meimer (* 19. Juni 1904 in Kehtna; † 10. Dezember 1944 in Piirsalu) war ein estnischer Speerwerfer und Zehnkämpfer.
Bei den Olympischen Spielen 1928 in Amsterdam kam er im Speerwurf auf den achten und im Zehnkampf auf den 13. Platz.

## Persönliche Bestleistungen
- Speerwurf: 64,04 m, 16. Juni 1934, Tallinn
- Zehnkampf: 5636 Punkte, 4. August 1928, Amsterdam